# A magyar labdarúgó-válogatott mérkőzései 1934-ben
A magyar labdarúgó-válogatottnak 1934-ben tizenegy mérkőzése volt, négy barátságos mellett két Európa-kupa és a 2. labdarúgó-világbajnokság négy mérkőzése.
Bulgária elleni két selejtező-mérkőzésen könnyedén jutott túl a magyar csapat (Fogl II Károly volt a bolgár csapat edzője), a budapesti második összecsapáson a B-válogatott játszott, mert az A-csapat aznap Európa-kupa meccset vívott Prágában. Egyiptomot 4–2-re legyőzte a csapat a vb-nyolcaddöntőben de Ausztria 2–1-re győzött ellenünk a negyeddöntőben, így kiestünk.
Szövetségi kapitányok:
- Nádas Ödön 173–180.
- Dietz Károly dr. 181–183.

## Eredmények
| 174. mérkőzés 1934. március 25. vb-selejtező | Bulgária     | 1 – 4             | Magyarország                                            | Szófia Nézőszám: 15 000 Játékvezető: Denis Xifandu (ROM) |
| 174. mérkőzés 1934. március 25. vb-selejtező | Bajkusev 27' | (1 – 1) Részletek | Sárosi 29' P. Szabó 61' (11-esből) Toldi 88' Markos 89' | Szófia Nézőszám: 15 000 Játékvezető: Denis Xifandu (ROM) |

| 175. mérkőzés 1934. április 15. | Ausztria                                       | 5 – 2             | Magyarország  | Hohe Warte Stadion, Bécs Nézőszám: 60 000 Játékvezető: Augustin Krist (TCH) |
| 175. mérkőzés 1934. április 15. | Zischek 5' Viertl 22' Schall 30' Bican 59' 73' | (3 – 2) Részletek | Sárosi 1' 28' | Hohe Warte Stadion, Bécs Nézőszám: 60 000 Játékvezető: Augustin Krist (TCH) |

| 176. mérkőzés 1934. április 29. Európa-kupa | Csehszlovákia      | 2 – 2             | Magyarország   | Prága Nézőszám: 35 000 Játékvezető: Francesco Mattea (ITA) |
| 176. mérkőzés 1934. április 29. Európa-kupa | Sobotka 2' Puc 42' | (2 – 1) Részletek | Sárosi 30' 56' | Prága Nézőszám: 35 000 Játékvezető: Francesco Mattea (ITA) |

| 177. mérkőzés 1934. április 29. vb-selejtező | Magyarország                  | 4 – 1             | Bulgária    | MTK-pálya, Budapest Nézőszám: 10 000 Játékvezető: Hans Frankenstein (AUT) |
| 177. mérkőzés 1934. április 29. vb-selejtező | P. Szabó 9' 58' Solti 61' 73' | (1 – 0) Részletek | Todorov 62' | MTK-pálya, Budapest Nézőszám: 10 000 Játékvezető: Hans Frankenstein (AUT) |

| 178. mérkőzés 1934. május 10. | Magyarország        | 2 – 1             | Anglia     | FTC-pálya, Budapest Nézőszám: 35 000 Játékvezető: Rinaldo Barlassina (ITA) |
| 178. mérkőzés 1934. május 10. | Avar 56' Sárosi 69' | (0 – 0) Részletek | Tilson 81' | FTC-pálya, Budapest Nézőszám: 35 000 Játékvezető: Rinaldo Barlassina (ITA) |

| 179. mérkőzés 1934. május 27. vb-nyolcaddöntő | Magyarország                        | 4 – 2             | Egyiptom             | Nápoly Nézőszám: 8 000 Játékvezető: Rinaldo Barlassina (ITA) |
| 179. mérkőzés 1934. május 27. vb-nyolcaddöntő | Teleki 11' Toldi 30' 61' Vincze 54' | (2 – 2) Részletek | Muktar 35' Fausi 39' | Nápoly Nézőszám: 8 000 Játékvezető: Rinaldo Barlassina (ITA) |

| 180. mérkőzés 1934. május 31. vb-negyeddöntő | Ausztria               | 2 – 1             | Magyarország          | Bologna Nézőszám: 15 000 Játékvezető: Francesco Mattea (ITA) |
| 180. mérkőzés 1934. május 31. vb-negyeddöntő | Horvath 8' Zischek 52' | (1 – 0) Részletek | Sárosi 56' (11-esből) | Bologna Nézőszám: 15 000 Játékvezető: Francesco Mattea (ITA) |

| 181. mérkőzés 1934. október 7. Európa-kupa | Magyarország             | 3 – 1             | Ausztria    | MTK-pálya, Budapest Nézőszám: 33 000 Játékvezető: Rinaldo Barlassina (ITA) |
| 181. mérkőzés 1934. október 7. Európa-kupa | Sárosi 33' 47' Toldi 86' | (1 – 1) Részletek | Zischek 11' | MTK-pálya, Budapest Nézőszám: 33 000 Játékvezető: Rinaldo Barlassina (ITA) |

| 182. mérkőzés 1934. december 9. | Olaszország                           | 4 – 2             | Magyarország        | San Siro Stadion, Milánó Nézőszám: 42 000 Játékvezető: Alois Beranek (AUT) |
| 182. mérkőzés 1934. december 9. | Guaita 27' 37' Ferrari 63' Meazza 83' | (2 – 2) Részletek | Sárosi 18' Avar 39' | San Siro Stadion, Milánó Nézőszám: 42 000 Játékvezető: Alois Beranek (AUT) |

| 183. mérkőzés 1934. december 16. | Írország                              | 2 – 4             | Magyarország                       | Dalymount Park, Dublin Nézőszám: 25 000 Játékvezető: John Langenus (BEL) |
| 183. mérkőzés 1934. december 16. | Donelly 36' Bermingham 62' (11-esből) | (1 – 2) Részletek | Avar 19' 85' Vincze 30' Markos 86' | Dalymount Park, Dublin Nézőszám: 25 000 Játékvezető: John Langenus (BEL) |

## Lásd még
- A magyar labdarúgó-válogatott mérkőzései (1930–1949)
- A magyar labdarúgó-válogatott mérkőzései országonként